# Мауро Босели
Мауро Босели (30. август 1953) је италијански сценариста стрипа, један од твораца Дампира. Писао је сценарије за Загора, Текса Вилера, Мистер Ноа и Малог ренџера.

## Каријера
Рођен је 1953. године у Милану. Отпочео је сарадњу са издавачком кућом Бонели 1984. године. У почетку није писао сценарија за стрипове, већ је обављао уредничке послове. У наредним годинама понуђен му је посао сценаристе, кога је прихватио 1993. године, пишући епизоде најпре за Загора (од 1990. године) потом и за Дампира, кога је створио заједно са Маурициом Коломбом 2000. године. Писао је и сценарије за Малог ренџера и за Текса Вилера. Неколико година био је уредник издања Загорових стрипова. Заједно са Мореном Буратинијем, спречио је пропаст овог серијала 1990. године, када је, услед ниског тиража, претило гашење. Од 1994. године писао је сценарије за серијал Текс Вилер, придруживши се Клаудију Ницију.